# Marzio Ginetti
Marzio Ginetti (Velletri, 6 de abril de 1585 – 1 de março de 1671) foi um cardeal católico italiano, cardeal-vigário de Roma.

## Vida e formação
Ginetti nasceu em Velletri. Ainda jovem foi enviado para Roma para formar sua educação. Foi indicado camareiro do Papa Paulo V. Após a morte do papa Maffeo Barberini foi eleito Papa Urbano VIII e Ginetti conheceu o cardeal Francesco Barberini, sobrinho do novo papa. Barberini solicitou seu tio a promover Ginetti, fazendo dele assim Referendary of the Tribunals do Supremo Tribunal da Assinatura Apostólica. Depois disso foi suportou fielmente a família Barberini.
No julgamento de Galileu Galilei foi inquisidor, votando pela sua condenação.
Participou do Conclave de 1644.
Morreu em 1671 e foi sepultado na basílica de Sant'Andrea della Valle.